# Sakdrissi
Sakdrissi (georgisch საყდრისი) ist der Name eines frühbronzezeitlichen Bergbaugebiets in Georgien, das auch das älteste bekannte Goldbergwerk der Welt barg.

## Geografische Lage
Sakdrissi liegt bei dem Dorf Kasreti nahe Bolnissi in der südostgeorgischen Region Niederkartlien.

## Befund
Die archäologische Stätte wurde zunächst als Kupfererzlager bekannt. Bei Ausgrabungen 2005 und 2007 wurde hier im Kachagiani-Hügel das älteste bekannte Goldbergwerk der Welt entdeckt, dessen Anfang in das 3. Jahrtausend v. Chr. datiert wird. Die Zeitstellung der Befunde in Sakdrissi insgesamt reicht von der Jungsteinzeit über die Kupfersteinzeit, die Kura-Araxes-Kultur und die Trialeti-Kultur bis in die Eisenzeit. Die Trialeti-Kultur bezog von hier wohl den überwiegenden Teil des Rohmaterials für ihre zahlreichen, aus Gold gefertigten Objekte. Zwischen 2004 und 2013 konnte hier ein deutsch/georgisch/französisches Team archäologisch forschen.
Der moderne Goldbergbau vor Ort befand sich zunächst in der Hand von Quartzite Ltd und wechselte 2012 zu JSC RMG Copper, beides georgische Bergbauunternehmen.

## Denkmalpflege
Die Stätte wurde 2006 von der georgischen Nationalen Agentur für Denkmalpflege unter Denkmalschutz gestellt. Da sie dem voranschreitenden modernen Bergbau im Weg war, wurde ihr dieser Schutz 2013 wieder aberkannt, wobei Korruption eine Rolle gespielt haben soll. Die staatlich-georgischen Archäologen behaupteten, die archäologische Stätte sei komplett ausgegraben, soweit sie nicht schon zerstört war. Das Ergebnis wurde erzielt, indem die Grabungsschnitte dort gelegt wurden, wo keine Funde zu erwarten waren. Eine Begutachtung durch das deutsch/georgisch/französische Archäologenteam legte 2014 diese Manipulation offen. Die georgische Regierung hatte dem Goldabbau immer Priorität vor dem denkmalpflegerischen Belang eingeräumt. Gegen die Entscheidung der georgischen Regierung, das Kulturdenkmal zugunsten wirtschaftlicher Interessen aufzugeben, erhob sich 2014 öffentlicher Protest, unter anderem auch durch NGOs, etwa die Jungen Juristen Georgiens.
Daraufhin kam es zu Verhandlungen zwischen staatlichen Stellen und der Forschergruppe, an der auch eine Expertenkommission mit dem bulgarischen Archäologen Dimitar Jelev und dem deutschen Archäologen Albrecht Jockenhövel beteiligt war. Dies erwies sich aber als vergeblich: Ab dem 13. Dezember 2014 wurde der Kachagiani-Hügel von der JSC RMG Copper abgeräumt. Die archäologische Stätte wurde zerstört.